# Governador civil
El governador civil era l'autoritat política designada pel govern d'Espanya per exercir el control màxim d'aquest a les províncies d'Espanya a partir de la seva creació per Javier de Burgos el 1833. Té els seus antecedents en la figura dels caps polítics com a màxima autoritat provincial, creats en l'article 324 de la Constitució Espanyola de 1812, influïts per la figura dels prefectes francesos. Aquest càrrec va ser derogat per Ferran VII d'Espanya el 1814, i restablert durant el Trienni Liberal de 1820 a 1823.
Va ser creat per un Reial Decret del 23 d'octubre de 1833 que establia la figura de subdelegat de foment, les funcions del qual versaven sobre agricultura, indústria i comerç, mineria, ajuntaments, policia general, instrucció pública, societats econòmiques, hospitals i establiments benèfics, presons, germanors i confraries, biblioteques, museus, teatres i espectacles, caça, pesca, prevencions generals, camins, canals, etc. L'estructura administrativa era el subdelegat, un secretari, un oficial de primera i un altre de segona, dos de tercera i altres dos de quarta i un porter.
El 1847 en el Reial decret del 29 de setembre torna a anomenar-se governador civil que és la denominació que es va mantenir fins al 1997 quan es va crear la figura del delegat del govern a la Comunitat Autònoma. Al llarg d'aquests anys s'han produït diverses modificacions legals que afectaven a les responsabilitats del càrrec. Així en un Reial Decret del 14 d'agost de 1893 s'hi suprimien les seccions de foment. El 1925 les seves funcions estaven establertes en l'administració local i l'estatut provincial. Durant la Segona República Espanyola i la Generalitat de Catalunya (1931-1939), els governs civils a Catalunya foren suprimits, però foren restablerts de nou en quedar dissolt el règim autonòmic arran del desenllaç de la Guerra Civil espanyola.
Després de la guerra es van ampliar les seves funcions: fiscalització dels acords de les corporacions locals, dels pressupostos municipals (examen i liquidació) autorització d'espectacles públics, establiment dels plans d'obres i serveis, autoritzar o denegar llicències d'establiments sobre activitats molestes, insalubres, nocives i perilloses, etc. El 10 d'octubre de 1958 se'ls va dotar d'un estatut propi, atorgant-li al càrrec la màxima autoritat de la província. Des de 1981 moltes de les seves funcions foren assumides per les Comunitats Autònomes. El 25 d'abril de 19972019, amb la Llei 6/1997, de 14 d'abril, d'Organització i Funcionament de l'Administració General de l'Estat (LOFAGE) desapareix per a convertir-se en subdelegat del Govern depenent del delegat del Govern en la Comunitat Autònoma.
Podia dictar bans per la Llei d'Ordre Públic.